# ريمديسيفير
ريمديسيفير (Remdesivir) (رمز التطوير GS-5734) هو دواء مضاد للفيروسات جديد في فئة نظائر النوكليوتيدات. طورته شركة غيلياد ساينسز للعلاج من مرض فيروس إيبولا وعدوى فيروس ماربورغ، على الرغم من أنه وجد لاحقًا أيضًا أنه يظهر نشاطًا مضادًا للفيروسات ضد فيروسات RNA مفرد السلسلة الأخرى مثل الفيروس التنفسي المخلوي البشري وفيروس جونين وفيروس حمى لاسا وعدوى فيروس نيباه وفيروس هينيبا والفيروسات التاجية (بما في ذلك فيروس ميرس وفيروس السارس).
تختبر حاليا فعالية ريمديسيفير لعلاج مرض فيروس كورونا 2019، وقد نال تصريح إدارة الغذاء والدواء الأمريكية (FDA) للعلاج في حالات الطوارئ لأولئك الذين دخلوا المستشفى لمعاناتهم من أعراض شديدة. قد يكون للدواء تأثير على الوقت الذي يستغرقه المريض للتعافي من المرض. ويعطى عن طريق الحقن الوريدي..
التأثيرات الجانبية والضارة لهذا العلاج قد تشمل ضعف في التنفس، خلل في وظائف أعضاء الجسم، قلة في مستوى البوتاسيوم، قلة في مستوى الألبومين وقلة في عدد كريات الدم الحمراء وكذلك قلة في عدد الصفيحات الدموية بالإضافة لتأثير العلاج على القناة الهضمية.

## التأثيرات الجانبية
تشمل أشيع التأثيرات السلبية التي رُصِدت في الدراسات على الريمديسيفير من أجل علاج كوفيد-19: الفشل التنفسي، ووجود واسمات حيوية في الدم تدل على قصور الأعضاء بما في ذلك انخفاض الألبومين، وانخفاض البوتاسيوم، وانخفاض تعداد الكريات الحمراء، وانخفاض تعداد الصفيحات التي تساعد على تخثر الدم، واصطباغ الجلد باللون الأصفر. تشمل التأثيرات الجانبية الأخرى المُبلَغ عن حدوثها الانزعاج الهضمي، وارتفاع مستويات ناقلات الأمين في الدم (أنزيمات كبدية)، وحدوث تفاعلات في موقع التسريب.
تشمل التأثيرات المحتملة الأخرى للريمديسيفير:
- تفاعلات متعلقة بالتسريب: لُوحِظ حدوث تفاعلات متعلقة بالتسريب في أثناء تسريب الريمديسيفير أو في وقت قريب من وقت إعطاء الريمديسيفير. قد تشمل أعراض وعلامات التفاعلات المتعلقة بالتسريب: انخفاض ضغط الدم، والغثيان، والإقياء، والتعرق، والرعشة.[14]
- زيادة مستويات الأنزيمات الكبدية التي تُشاهَد في اختبارات الدم عندما يكون الكبد غير طبيعي. شُوهدت ارتفاعات مستويات الأنزيمات الكبدية لدى الأشخاص الذين يأخذون الريمديسيفير ما يشير إلى حدوث التهاب أو أذية خلوية في الكبد.[14]

## الأبحاث
صُنِع وطُوِّر الريمديسيفير من قبل شركة جلعاد للعلوم بتوجيه من العالم توماس سيهلار ضمن أبحاث شركة جلعاد وبرنامجها لتطوير علاج لمرض فيروس إيبولا وعدوى فيروس ماربورغ. اكتشفت شركة جلعاد للعلوم لاحقًا أن للريمديسيفير نشاطًا مضادًا للفيروسات في المخبر ضد الفيروسات الخيطية، والفيروسات الرئوية، والفيروسات المخاطانية، والفيروسات التاجية.

### إيبولا
في أكتوبر 2015، أعلن معهد الأبحاث الطبية للأمراض المعدية التابع لجيش الولايات المتحدة نتائج ما قبل سريرية بأن الريمديسيفير قد حجب فيروس إيبولا لدى القرود الرايزيسية. قال ترافيس وارن، وهو باحث رئيسي في معهد الأبحاث الطبية للأمراض المعدية التابع لجيش الولايات المتحدة منذ 2007، إن «هذا العمل هو نتيجة تعاون مستمر بين معهد الأبحاث الطبية للأمراض المعدية التابع لجيش الولايات المتحدة وشركة جلعاد للعلوم». المسح الأولي في «مكتبة مجمع جلعاد للعلوم من أجل إيجاد جزيئات ذات نشاط واعد مضاد للفيروسات» كان قد أجراه علماء في مراكز مكافحة الأمراض واتقائها. نتيجة لهذا العمل، أُوصِي بأن الريمديسيفير «يجب أن يُطوَّر بشكل أكبر كعلاج محتمل».
دفع بالريمديسيفير بسرعة نحو التجارب السريرية نظرًا لوباء فيروس إيبولا في غرب أفريقيا بين عامي 2013 – 2016، وفي النهاية استخدِم لدى الأشخاص المصابين بالمرض. كانت النتائج الأولية واعدة، استخدِم في حالات الطوارئ خلال تفشي الإيبولا في كيفو الذي بدأ عام 2018، بالتزامن مع إجراء تجارب سريرية إضافية، حتى أغسطس 2019 عندما أعلن مسؤولو الصحة الكونغوليون أنه كان أقل فعالية بكثير من العلاجات بالأجسام المضادة وحيدة النسيلة مثل mAb114، و REGN-EB3. على أي حال، أكدت التجارب سلامة الدواء.

### كوفيد-19
ابتداء من أبريل 2020، كان يعتبر الريمديسيفير أكثر علاج واعد من أجل كوفيد-19، وكان من بين العلاجات الأربعة قيد التقييم في التجارب العالمية وتجربة الاكتشاف الأوروبية. صرَحت إدارة الغذاء والدواء الأمريكية في 1 مايو 2020 بأنه «من المنطقي الاعتقاد» أن الفوائد المعروفة والمحتملة للريمديسيفير تتجاوز أخطاره المعروفة والمحتملة، وذلك لدى بعض الناس الذين يدخلون المشفى بحالة كوفيد-19 شديدة.
في 29 أبريل 2020، أعلن المعهد الوطني للحساسية والأمراض المعدية أن الريمديسيفير كان أفضل من البلاسيبو في إنقاص وقت التعافي لدى الأشخاص الذين يدخلون المشفى بحالة كوفيد-19 متقدمة ومشاكل رئوية. نُشِرت بيانات سابقة من تجارب منضبطة معشاة بشكل خاطئ قبل مراجعة الأقران، ولم تظهر حدوث تحسن. صرحت شركة جلعاد للعلوم بأنه نظرًا لانخفاض التسجيل فيها فقد أُوقِفت الدراسة، في الوقت الذي صرح فيه باحث غير مشارك بها بأن ذلك يعني أنه إن وجدت أي فائدة فستكون قليلة.
في يناير 2020، بدأ مخبر جلعاد باختبار الريمديسيفير ضد سارس-كوف-2، وصرّح بأن الريمديسيفير أظهر فعالية ضد المتلازمة التنفسية الحادة الشديد، ومتلازمة الشرق الأوسط التنفسية، لدى النماذج الحيوانية. في 21 يناير 2020، قدّم معهد ووهان لأبحاث الفيروسات على «براءة اختراع» صينية لاستخدامه في معالجة كوفيد-19.
في إحدى التجارب التي أُجريت في الصين في فبراير-مارس 2020، لم يكن الريمديسيفير فعالًا في إنقاص زمن تطور كوفيد-19 أو إنقاص الوفيات، وقد سبب تأثيرات سلبية متنوعة ما دفع العلماء لإنهاء التجربة.
في مارس 2020، وجدت تجربة صغيرة على الريمديسيفير لدى القرود الرايزيسية المصابة بعدوى كوفيد-19 أنه يمنع ترقي المرض. في 18 مارس 2020، أعلنت منظمة الصحة العالمية إطلاق تجربة تشمل مجموعة معالجة بالريمديسيفير. التجارب السريرية الأخرى قيد التحضير أو التخطيط.
تشير البيانات الباكرة من تجربة أجرتها معاهد الصحة الوطنية الأمريكية أن الريمديسيفير فعال في إنقاص زمن التعافي من 15 وحتى 11 يوم لدى الأشخاص المصابين بشدة بكوفيد-19. تناقض هذه البيانات نتائج تجربة أجريت في الصين قد أظهرت أن الريمديسيفير لم يكن فعالًا في معالجة كوفيد-19.
في أبريل 2020، بدأت وكالة الأدوية الأوروبية «مراجعة متجددة» للبيانات حول استخدام الريمديسيفير في معالجة كوفيد-19.

## الوصول
في 17 مارس 2020، صودق مؤقتًا على استعمال هذا الدواء في معالجة كوفيد-19 لدى المرضى ذوي الحالة الخطيرة كنتيجة للتفشي الذي حدث في جمهورية التشيك. في 20 مارس 2020، أعلن الرئيس الأمريكي دونالد ترامب أن الريمديسيفير متاح «للاستخدام الموسّع» بالإنجليزية compassionate use أو Expanded access لدى الأشخاص المصابين بكوفيد-19، وأكد ذلك مفوض إدارة الغذاء والدواء الأمريكية ستيفن هان في المؤتمر الصحفي نفسه. في 23 مارس 2020، علّقت شركة جلعاد طوعًا توفر الاستخدام الموسع (إلا في حالات الأطفال والنساء والحوامل المصابين بشدة)، لأسباب تتعلق بالتوريد، مشيرة إلى ضرورة الاستمرار في توفير الدواء للاختبار في التجارب السريرية. في أبريل 2020، أصدرت الوكالة الأوروبية للأدوية توصيات بشأن الاستخدام الموسع للريمديسيفير من أجل كوفيد-19 في الاتحاد الأوروبي.
ابتداء من 11 أبريل 2020، فإن وصول الدواء في كندا يقتصر على المشاركين في تجارب سريرية.
في 1 مايو 2020، أعطت إدارة الغذاء والدواء الأمريكية شركة جلعاد الإذن (إذن استخدام في حالات الطوارئ) بتوزيع الريمديسيفير كي يستخدمه مزودو الرعاية الطبية المرخصون في معالجة الأطفال والكبار الذين يدخلون المشفى بحالة كوفيد-19 شديدة. تُعرَّف حالة كوفيد-19 الشديدة بأن المريض يكون لديه إشباع أكسجين أقل من 94% بهواء الغرفة أو يحتاج إلى أكسجين أو يحتاج تهوية آلية أو يحتاج أكسجة غشائية خارج الجسم (ECMO)، وهي جهاز تحويلة قلبية-رئوية.
ستضبط حكومة الولايات المتحدة توزيع الريمديسيفير من أجل الاستخدام المتوافق مع شروط وأحكام مخصصات للاتحاد الأوروبي (بالإنجليزية EU Allowance). ستؤمن شركة جلعاد الريمديسيفير للموزعين المرخص لهم أو مباشرة لوكالة حكومية أمريكية توزعه بدورها على المشافي ومنشآت الرعاية الصحية الأخرى بحسب توجيهات حكومة الولايات المتحدة، وذلك بالتعاون مع السلطات الحكومية المحلية وسلطات الولاية، بحسب الحاجة.
تتبرع شركة غيلياد ساينسز بـ1.5 مليون زجاجة استخدام إسعافي، وقدّرت بأنها ابتداء من أبريل 2020 سيكون لديها ما يكفي من الدواء من أجل 140,000 كورس علاجي، وستمتلك ما يكفي لنحو 500,000 كورس علاجي بحلول أكتوبر 2020، ومليون بحلول نهاية 2020.